# Akram Tawfik
Akram Tawfik Mohamed Hassan Elhagrasi, noto semplicemente come Akram Tawfik (in arabo أكرم توفيق‎?; Il Cairo, 8 novembre 1997), è un calciatore egiziano, centrocampista dell'Al-Ahly e della nazionale egiziana.

## Biografia
Ha due fratelli maggiori, Abdelaziz e Ahmed, anch'essi calciatori.

## Caratteristiche tecniche
Vertice basso di centrocampo, in grado di svolgere con efficacia entrambe le fasi di gioco. Con l'arrivo di Pitso Mosimane sulla panchina dell'Al-Ahly viene adattato a terzino destro nel suo 4-2-3-1.

## Carriera

### Club
Muove i suoi primi passi nel settore giovanile dell'ENPPI, che nel 2015 lo aggrega alla prima squadra. Il 21 agosto 2016 passa all'Al-Ahly in cambio di 7 milioni di EGP (più un 15% all'ENPPI, su un'eventuale futura rivendita), firmando un accordo valido fino al 2022.
Il 28 gennaio 2019 passa in prestito all'El-Gouna. Tornato alla base, parte inizialmente come riserva, poi complici alcune assenze lungo la corsia destra, il tecnico Pitso Mosimane lo adatta a terzino con ottimi risultati, risultando decisivo nella vittoria della CAF Champions League nel 2021.

### Nazionale
Nel novembre 2019 prende parte alla Coppa d'Africa Under-23, edizione vinta dagli egiziani, qualificandosi alle Olimpiadi di Tokyo nel 2021. Esordisce con la nazionale maggiore il 30 settembre 2021 contro la Liberia in amichevole. Il 29 dicembre 2021 viene incluso dal CT Carlos Queiroz nella lista definitiva dei 25 convocati per la fase finale della Coppa d'Africa 2021, dove l'Egitto viene sconfitto in finale dal Senegal ai calci di rigore.

## Statistiche

### Presenze e reti nei club
Statistiche aggiornate al 7 dicembre 2024.
| Stagione        | Squadra         | Campionato      | Campionato | Campionato | Coppe nazionali | Coppe nazionali | Coppe nazionali | Coppe continentali | Coppe continentali | Coppe continentali | Altre coppe  | Altre coppe | Altre coppe | Totale | Totale |
| Stagione        | Squadra         | Comp            | Pres       | Reti       | Comp            | Pres            | Reti            | Comp               | Pres               | Reti               | Comp         | Pres        | Reti        | Pres   | Reti   |
| --------------- | --------------- | --------------- | ---------- | ---------- | --------------- | --------------- | --------------- | ------------------ | ------------------ | ------------------ | ------------ | ----------- | ----------- | ------ | ------ |
| 2015-2016       | ENPPI           | PL              | 18         | 0          | CE              | 2               | 0               | -                  | -                  | -                  | -            | -           | -           | 20     | 0      |
| 2016-2017       | Al-Ahly         | PL              | 5          | 0          | CE              | 2               | 0               | CCL                | 0                  | 0                  | SE           | 0           | 0           | 7      | 0      |
| 2017-2018       | Al-Ahly         | PL              | 4          | 0          | CE              | 0               | 0               | ACC+CCL            | 2+4                | 0                  | SE           | 0           | 0           | 10     | 0      |
| 2018-gen. 2019  | Al-Ahly         | PL              | 3          | 0          | CE              | 1               | 0               | ACC+CCL            | 1+0                | 0                  | SE           | 0           | 0           | 5      | 0      |
| gen.-giu. 2019  | El-Gouna        | PL              | 10         | 1          | CE              | -               | -               | -                  | -                  | -                  | -            | -           | -           | 10     | 1      |
| 2019-2020       | El-Gouna        | PL              | 30         | 2          | CE              | 1               | 0               | -                  | -                  | -                  | -            | -           | -           | 31     | 2      |
| Totale El-Gouna | Totale El-Gouna | Totale El-Gouna | 40         | 3          |                 | 1               | 0               |                    | -                  | -                  |              | -           | -           | 41     | 3      |
| 2020-2021       | Al-Ahly         | PL              | 21         | 1          | CE+CE           | 1+2             | 0               | CCL                | 8                  | 0                  | SE+SA+Cmc    | 1+0+2       | 0           | 35     | 1      |
| 2021-2022       | Al-Ahly         | PL              | 7          | 0          | CE              | 0               | 0               | CCL                | 2                  | 0                  | SE+SA+Cmc    | 1+1+0       | 0           | 11     | 0      |
| 2022-2023       | Al-Ahly         | PL              | 8          | 1          | CE              | 1               | 0               | CCL                | 2                  | 0                  | SE+Cmc       | 0           | 0           | 11     | 1      |
| 2023-2024       | Al-Ahly         | PL              | 22         | 0          | CE              | 0               | 0               | AFL+CCL            | 2+8                | 0+1                | SE+SA+Cmc    | 1+0+1       | 0           | 34     | 1      |
| 2024-2025       | Al-Ahly         | PL              | 3          | 0          | CE              | 0               | 0               | CCL                | 4                  | 0                  | SE+SA+CI+Cmc | 2+1+1+0     | 0           | 11     | 0      |
| Totale Al-Ahly  | Totale Al-Ahly  | Totale Al-Ahly  | 73         | 2          |                 | 7               | 0               |                    | 33                 | 1                  |              | 11          | 0           | 124    | 3      |
| Totale carriera | Totale carriera | Totale carriera | 131        | 5          |                 | 10              | 0               |                    | 33                 | 1                  |              | 11          | 0           | 185    | 6      |

### Cronologia presenze e reti in nazionale
| Cronologia completa delle presenze e delle reti in nazionale ― Egitto | Cronologia completa delle presenze e delle reti in nazionale ― Egitto | Cronologia completa delle presenze e delle reti in nazionale ― Egitto | Cronologia completa delle presenze e delle reti in nazionale ― Egitto | Cronologia completa delle presenze e delle reti in nazionale ― Egitto | Cronologia completa delle presenze e delle reti in nazionale ― Egitto | Cronologia completa delle presenze e delle reti in nazionale ― Egitto | Cronologia completa delle presenze e delle reti in nazionale ― Egitto |
| Data                                                                  | Città                                                                 | In casa                                                               | Risultato                                                             | Ospiti                                                                | Competizione                                                          | Reti                                                                  | Note                                                                  |
| --------------------------------------------------------------------- | --------------------------------------------------------------------- | --------------------------------------------------------------------- | --------------------------------------------------------------------- | --------------------------------------------------------------------- | --------------------------------------------------------------------- | --------------------------------------------------------------------- | --------------------------------------------------------------------- |
| 30-9-2021                                                             | Alessandria d'Egitto                                                  | Egitto                                                                | 2 – 0                                                                 | Liberia                                                               | Amichevole                                                            | -                                                                     | 77’                                                                   |
| 8-10-2021                                                             | Alessandria d'Egitto                                                  | Egitto                                                                | 1 – 0                                                                 | Libia                                                                 | Qual. Mondiali 2022                                                   | -                                                                     | 90+2’                                                                 |
| 11-10-2021                                                            | Bengasi                                                               | Libia                                                                 | 0 – 3                                                                 | Egitto                                                                | Qual. Mondiali 2022                                                   | -                                                                     | 52’ 75’                                                               |
| 12-11-2021                                                            | Luanda                                                                | Angola                                                                | 2 – 2                                                                 | Egitto                                                                | Qual. Mondiali 2022                                                   | 1                                                                     | 34’                                                                   |
| 1-12-2021                                                             | Doha                                                                  | Egitto                                                                | 1 – 0                                                                 | Libano                                                                | Coppa araba FIFA 2021 - 1º turno                                      | -                                                                     | 48’ 84’                                                               |
| 7-12-2021                                                             | Al Wakrah                                                             | Algeria                                                               | 1 – 1                                                                 | Egitto                                                                | Coppa araba FIFA 2021 - 1º turno                                      | -                                                                     | 18’                                                                   |
| 15-12-2021                                                            | Doha                                                                  | Tunisia                                                               | 1 – 0                                                                 | Egitto                                                                | Coppa araba FIFA 2021 - Semifinale                                    | -                                                                     |                                                                       |
| 18-12-2021                                                            | Doha                                                                  | Egitto                                                                | 0 – 0 dts (4 – 5 dtr)                                                 | Qatar                                                                 | Coppa araba FIFA 2021 - Finale 3º posto                               | -                                                                     | 91’                                                                   |
| 11-1-2022                                                             | Garoua                                                                | Nigeria                                                               | 1 – 0                                                                 | Egitto                                                                | Coppa d'Africa 2021 - 1º turno                                        | -                                                                     | 11’                                                                   |
| 18-11-2022                                                            | Al Kuwait                                                             | Belgio                                                                | 1 – 2                                                                 | Egitto                                                                | Amichevole                                                            | -                                                                     | 79’                                                                   |
| 22-3-2024                                                             | Il Cairo                                                              | Egitto                                                                | 1 – 0                                                                 | Nuova Zelanda                                                         | Amichevole                                                            | -                                                                     | 81’                                                                   |
| 26-3-2024                                                             | Il Cairo                                                              | Egitto                                                                | 2 – 4                                                                 | Croazia                                                               | Amichevole                                                            | -                                                                     | 46’                                                                   |
| 6-6-2024                                                              | Il Cairo                                                              | Egitto                                                                | 2 – 1                                                                 | Burkina Faso                                                          | Qual. Mondiali 2026                                                   | -                                                                     | 58’                                                                   |
| Totale                                                                |                                                                       | Presenze                                                              | 13                                                                    |                                                                       | Reti                                                                  | 1                                                                     |                                                                       |

## Palmarès

### Club

#### Competizioni nazionali
- Campionato egiziano: 5

Al-Ahly: 2016-2017, 2017-2018, 2022-2023, 2023-2024, 2024-2025
- Coppa d'Egitto: 4

Al-Ahly: 2016-2017, 2019-2020, 2021-2022, 2022-2023
- Supercoppa d'Egitto: 5

Al-Ahly: 2017, 2021, 2022, 2023, 2024

#### Competizioni internazionali
- CAF Champions League: 3

Al-Ahly: 2020-2021, 2022-2023, 2023-2024
- Supercoppa CAF: 2

Al-Ahly: 2020, 2021
- Coppa Intercontinentale FIFA - Coppa Africa-Asia-Pacifico: 1

Al-Ahy: 2024

### Nazionale
- Coppa d'Africa Under-23: 1

Egitto 2019